# Chnum
Chnum (variantně v pozdní egyptštině také Chnub, řecky Χνουμις – Chnúmis nebo Χνουβις – Chnúbis) je staroegyptský bůh textově i ikonograficky doložený od počátku historické doby. Původně byl zobrazován v podobě berana, od doby Staré říše výhradně v podobě muže s beraní hlavou. Jeho spojování s beranem (v egyptštině ba, což je homonymum k pojmu ba) vedlo k tomu, že byl pokládán za ba jiných bohů, zejména Rea, Šua a Usira.
Chnum je bohem plodnosti, spojován je především s oblastí prvního nilského kataraktu, jímž Nil překračuje historickou hranici Egypta a symbolicky zde z pohledu starověkých Egypťanů pramení. Proto byl pokládán za „Pána země kataraktů“ a „strážce pramenů“ a jako „dárce vody“ a „původce záplav“ poskytoval Egyptu každoroční nilskou záplavu. Jako bůh hranic současně mohl nabývat ochranných a válečných rysů: v této roli se snad objevuje v plném znění jména panovníka 4. dynastie Chufua Chnumchufu – „Chnum mne chrání“.
V období Střední říše v Textech rakví a zejména pak v době Nové říše se stal jedním z bohů – Stvořitelů: vystupuje zejména jako tvůrce zvířat a lidí (hlavně panovníka a jeho ka), které vytváří na hrnčířském kruhu. Je často zobrazován také s korunou atef, nebo bílou hornoegyptskou korunou.
V hornoegyptské Esně došlo v Chnumově chrámu roku 2023 k významným objevům. Jednalo se o reliéfy zvěrokruhu.